# Gustav Binz (Philologe)

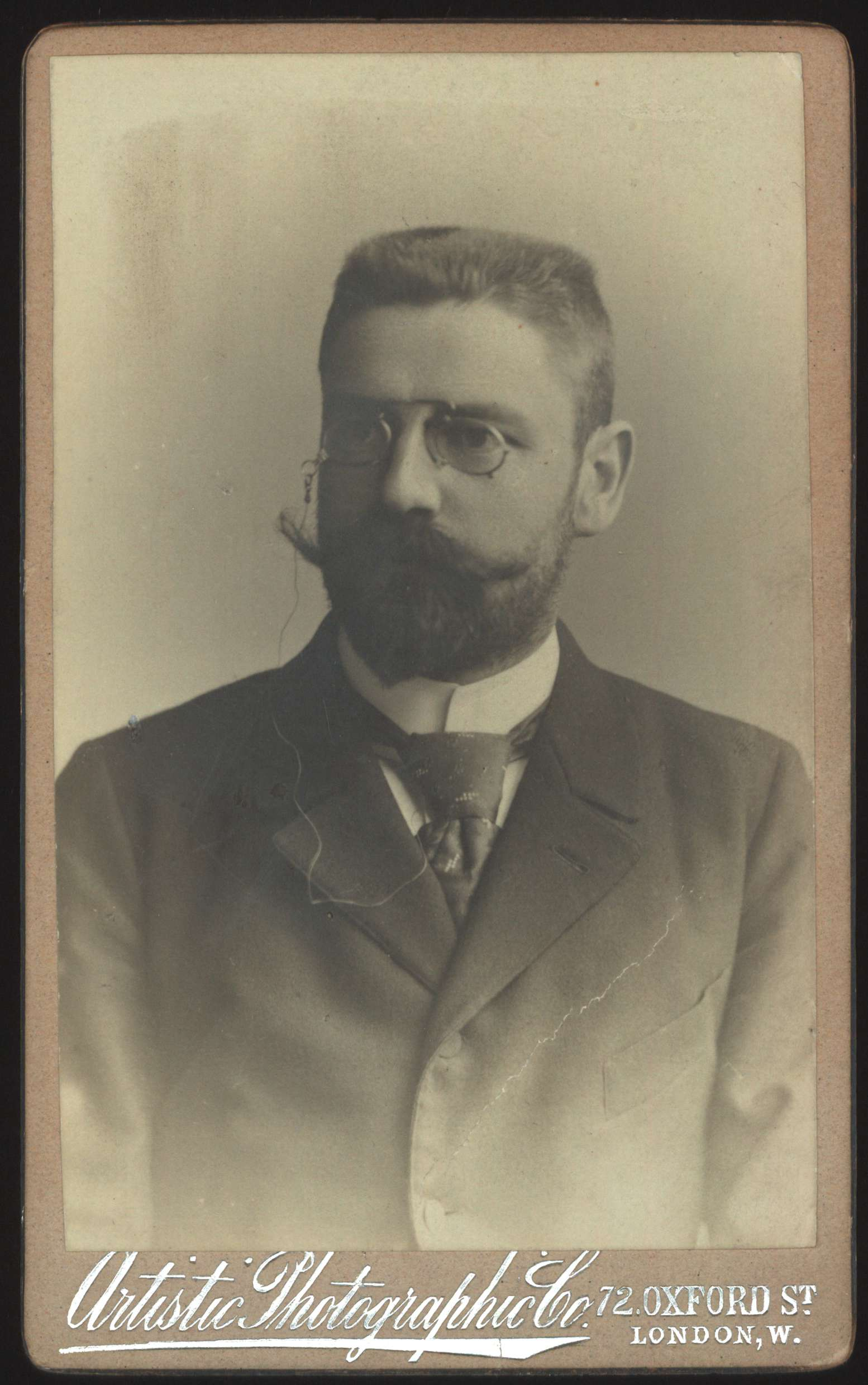
Gustav Binz ([ca. 1900])

Gustav Binz (* 16. Januar 1865 in Basel; † 29. Januar 1951 ebenda) war ein Schweizer Philologe und Bibliothekar.

## Leben und Wirken
Gustav Binz wurde in Basel geboren, wuchs aber in Stuttgart auf und besuchte dort die Schulen. Darauf studierte er an der Universität Basel und in Berlin deutsche und romanische Philologie sowie Orientalistik. 1888 wurde er in Basel promoviert. Nach einem Aufenthalt in Paris, unter anderem an der École des Chartes, trat er 1889 als Assistent in die Bibliothek der Universität Basel ein. 1892 wurde er zum dritten Bibliothekar befördert. 1893 habilitierte er sich in englischer Philologie; bis zu seinem Ruhestand 1935 hat er regelmässig Vorlesungen gehalten. Zusammen mit seinem Kollegen und Freund Carl Christoph Bernoulli, welcher 1891 zum Oberbibliothekar befördert wurde, baute Binz den alphabetischen Zettelkatalog nach den Preussischen Instruktionen als Ersatz für den alten Bandkatalog auf. 1896 erfolgte der Umzug der Bibliothek in den Neubau an der Schönbeinstrasse, wo die gesamten Bestände neu aufgestellt werden mussten. Zudem begann Binz, die deutschen mittelalterlichen Handschriften ausführlich zu beschreiben, ein Band dieses Katalogs konnte 1907 erscheinen.
1908 wurde Binz Oberbibliothekar und damit Direktor der Stadtbibliothek Mainz und folgte damit dem ein Jahr zuvor ausgeschiedenen Wilhelm Velke. Die Bibliothek war damals noch im kurfürstlichen Schloss untergebracht, die Bücher standen in überhohen Regalen, zwei Reihen hintereinander, und erst Binz liess auf den Buchrücken Signaturenschilder anbringen. In seine Amtszeit fällt der 1912 fertiggestellte Bau eines eigenen Bibliotheksgebäudes in der Rheinallee. Auch bei der bisher sehr bescheidenen Personalausstattung konnte Binz Erfolge verzeichnen. 1913 kam es zur Schaffung zweier neuer Stellen für wissenschaftliche Beamte, jeweils eine für die Bibliothek und eine für das Stadtarchiv sowie von zwei neuen Stellen für Bibliothekssekretärinnen. Damit konnte eine Neukatalogisierung der Bestände vorgenommen werden und mit Wilhelm Diepenbach, dem ersten wissenschaftlich ausgebildeten Beamten des Stadtarchivs, auch eine erste systematische Bestandsaufnahme des Münzkabinetts. Binz betreute, ebenso wie sein Vorgänger Velke, in seiner bis 1920 dauernden Amtszeit nicht nur die Stadtbibliothek und das mit ihr verbundene Stadtarchiv, sondern auch das Münzkabinett und das seit 1900 bestehende Gutenberg-Museum.
1920 kehrte Binz in die Schweiz zurück. Vom April 1920 bis März 1923 war er Vizedirektor an der Schweizerischen Landesbibliothek (jetzt: Nationalbibliothek) in Bern. In dieser Zeit klassifizierte er die Abteilung Recht und Sozialwissenschaften neu und erstellte dazu einen topographischen Katalog.
Auf den 15. März 1923 wurde Gustav Binz als Oberbibliothekar in seiner Heimatstadt Basel zum Nachfolger von Carl Christoph Bernoulli gewählt, gleichzeitig erhielt er einen Lehrauftrag für englische Philologie und Bibliothekswissenschaft an der Universität, am 23. Juni mit Titel und Rechten eines ordentlichen Professors. Da er grosse Restanzen vorfand, wurden alle Sonderarbeiten vorübergehend eingestellt. Binz führte sogleich ein Fachreferenten-System ein, Buchhaltung und Akzessionsverzeichnisse wurden neu eingerichtet, und vor allem bemühte er sich erfolgreich um grössere Mittel für die Bibliothek: Von 1922 bis 1933 wuchs die Zahl der Angestellten von 20 auf 30, der Staatsbeitrag von Fr. 25'000 auf Fr. 60'000, die Besuche von Benützern nahmen von 33'687 auf 80'584 zu und die ausgeliehene Bände von 52'171 auf 105'621. Um dem Raummangel abzuhelfen, entwickelte Binz bereits Pläne für eine Erweiterung oder einen Neubau.
Mit 70 Jahren legte Gustav Binz 1935 sein Amt nieder. Darauf nahm er die Beschreibung der Basler Handschriften wieder auf und hat diese Arbeit noch zwölf Jahre lang in gewohnter Sorgfalt und Gewissenhaftigkeit fortgeführt. Zu einer Publikation ist es nicht mehr gekommen, doch für zahlreiche mittelalterliche Basler Handschriften bildet sein Manuskript nach wie vor die Grundlage der Kataloge.

## Schriften (Auswahl)
- Zur Syntax der baselstädtischen Mundart. Dissertation Basel 1888 (Digitalisat).
- Die Deutschen Handschriften der Öffentlichen Bibliothek der Universität Basel. Band 1: Die Handschriften der Abteilung A. Universitätsbibliothek, Basel 1907 (Digitalisat; mehr nicht erschienen).
- Literarische Kriegsbeute aus Mainz in schwedischen Bibliotheken. In: Mainzer Zeitschrift. Band 12/13, 1917/18, S. 157–167.
- Rezension von Werner Hodler: Beiträge zur Wortbildung und Wortbedeutung im Berndeutschen. In: Zeitschrift für deutsche Philologi 49, Stuttgart 1923, S. 289ff.
- Die Anfänge des Buchdrucks in Mainz. In: Aloys Ruppel (Hrsg.): Gutenberg Festschrift zur Feier des 25jährigen Bestehens des Gutenbergmuseums in Mainz. Gutenberggesellschaft, Mainz 1925, S. 385–397.